# Адмирал Флота Советского Союза Кузнецов
«Адмира́л Фло́та Сове́тского Сою́за Кузнецо́в» (прежние наименования в порядке присвоения: «Леони́д Бре́жнев», «Тбили́си») — советский и российский авианесущий крейсер проекта 1143.5, единственный авианесущий корабль и флагман военно-морского флота России и Северного флота. Построен в Николаеве на Черноморском судостроительном заводе.
Предназначен для поражения крупных надводных целей, защиты морских соединений от нападений вероятного противника с использованием авианосцев и большого количества подводных лодок; имеет также задачу поддержки десантных операций.
Рассчитан на базирование и обслуживание 28 самолётов и 24 вертолётов. Авиапарк палубной авиации России по количеству самолётов и вертолётов в несколько раз больше возможностей авианосца по их размещению, поэтому состав авиагруппы меняется в зависимости от задач. Справочник Military Balance 2016 указывает на следующую доступную на 2016 год для авианосца палубную авиацию: основу авиакрыла составляют палубные истребители Су-33, МиГ-29К и МиГ-29КУБ числом до 24. В зависимости от выполняемых задач также может нести противолодочные вертолёты Ка-27, ударно-десантные вертолёты Ка-29 и проходящие испытания ударные вертолёты Ка-52К. Также авианосец несёт 12 пусковых установок 4К-80 тяжёлых ракет «Гранит».
«Адмирал Флота Советского Союза Кузнецов» является единственным авианесущим кораблём в мире, который может находиться в Чёрном море, так как по конвенции Монтрё проход «чистых» авианосцев через проливы Босфор и Дарданеллы запрещён, а ТАВКР «Адмирал Флота Советского Союза Кузнецов» обладает ракетным вооружением и на этом основании заявляется как «авианесущий крейсер».
Награждён орденом Ушакова (2018).
Корабль выведен из строя и находится в ремонте с 2018 года. Процесс ремонта осложняют аварии и другие неудачи. Летом 2023 года в качестве срока завершения ремонта назывался 2025 год, при этом отмечалось, что этот срок может быть перенесен, если возникнут проблемы во время капитального ремонта и испытаний. Тем временем, из экипажа корабля сформирован батальон «Фрегат» который ведет боевые действия на Украине.

## История создания и назначение корабля
История создания ТАВКР «Адмирал Флота Советского Союза Кузнецов» связана с другими кораблями, созданными по проекту 1143. Основные задачи авианосных кораблей СССР существенно отличались от авианосных ордеров США:
- обеспечение безопасности атомных подводных ракетных крейсеров стратегического назначения в районах боевого патрулирования;
- противовоздушная оборона корабля и (или) группы кораблей, сопровождаемых им;
- поиск и уничтожение подводных лодок противника в составе противолодочной группы;
- обнаружение, наведение и уничтожение надводных сил противника;
- обеспечение высадки морского десанта.

Бо́льшая часть кораблей проекта 1143 не имела полноценной взлётной палубы для самолётов, но несла, как и «Адмирал Кузнецов», очень большое количество противолодочных вертолётов Ка-27ПЛ. Фактически корабли проекта 1143 являлись по основному назначению тяжёлыми противолодочными вертолётоносцами, которые прикрывали позиционный район развёртывания АРПКСН для удара по территории США от возможных атак со стороны ПЛА типа «Лос-Анджелес» ВМС США.
Вертолёт Ка-27 универсален: с его помощью можно выполнять десантные операции, забрасывая 16 морских пехотинцев и оказывая им огневую поддержку с помощью блоков неуправляемых ракет С-5 или С-8. Это позволяло эффективно использовать корабль и в десантных операциях. В дальнейшем на базе Ка-27 был создан Ка-29 с десантной специализацией с поддержкой уничтожения бронетехники противника с помощью противотанкового ракетного комплекса (ПТРК) типа «Атака». Дальнейшим развитием этой концепции стал современный ударный Ка-52К с ПТРК «Гермес».
Однако узкая специализация кораблей проекта 1143 как вертолётоносцев не позволяла выполнять эффективное прикрытие своих АПЛ от противолодочных самолётов Lockheed P-3 Orion с их эскортом из истребителей НАТО: самолёты вертикального взлёта Як-38 не имели даже собственной радиолокационной станции (РЛС). Возможность Як-38 оперировать противокорабельными ракетами в зоне действия ПВО крупных судов представлялась малоэффективной. Поэтому потребовалось развитие проекта в сторону собственной полноценной истребительной авиации, способной вести атаки ракетами большой дальности и имеющей собственные развитые РЛС, МиГ-29К и Су-33.
Сценарии, разрабатываемые аналитиками ВМФ СССР, указывали, что наиболее вероятно в дуэли с авианосцами США быстрое выведение из строя палубной авиации, как своей, так и противника, из-за близких к авианосцам ядерных взрывов. Испытание в ходе операции «Перекрёсток» доказало, что парокапельная волна от ядерного взрыва обмывает палубу авианосца. На этом основании проект 1143 был рассчитан на устойчивость к 30-килотонному ядерному взрыву на расстоянии 2000 метров от корабля.
«Адмирал Кузнецов» может использоваться, в частности, как эффективное средство поддержки десантных операций.

## Проектирование и постройка
Корабль проекта 1143.5 был разработан в Ленинграде в Невском проектно-конструкторском бюро под руководством конструкторов Ю. Д. Сергеева, Л. В. Белова.
Корпус пятого по счёту тяжёлого авианесущего крейсера ВМФ СССР — «Рига» был заложен на стапеле Черноморского судостроительного завода 1 сентября 1982 года (город Николаев, Украинская ССР). Судовое оборудование и оснащение изготавливалось в Ленинграде на Пролетарском заводе.
От предшественников корабль отличался впервые обеспеченной возможностью взлёта и посадки на него самолётов традиционной схемы, модифицированных вариантов сухопутных Су-27, МиГ-29 и Су-25. Для этого он имел увеличенную полётную палубу и трамплин для взлёта самолётов. Постройка впервые в СССР проводилась способом формирования корпуса из крупных блоков массой до 1400 тонн.
Ещё до окончания сборки, после смерти Л. И. Брежнева, 22 ноября 1982 года крейсер был переименован в его честь. Спущен на воду 4 декабря 1985 года, после чего продолжалась его достройка. Погрузка на корабль и монтаж вооружения (кроме зонального блока пусковых установок ПКРК «Гранит»), электрооборудования, авиационно-технических средств, систем вентиляции и кондиционирования воздуха, а также оборудование помещений выполнялись на плаву, при достройке корабля у Северной набережной Большого ковша.
11 августа 1987 года «Леонид Брежнев» переименован в «Тбилиси». 8 июня 1989 года начались швартовые испытания, а 8 сентября 1989 года — заселение экипажа.
21 октября 1989 года недостроенный и недоукомплектованный корабль был выведен в море, чтобы дать возможность лётчикам провести цикл лётно-конструкторских испытаний самолётов, предназначенных для базирования у него на борту. В рамках этих испытаний были произведены первые взлёты и посадки самолётов. 1 ноября 1989 года произведены первые посадки на «Тбилиси» МиГ-29К, Су-27К и Су-25УТГ. В совершении первых посадок и взлётов с корабля принимали участие лётчики-испытатели Виктор Пугачёв на Су-27К, Токтар Аубакиров на МиГ-29К, Игорь Вотинцев на Су-25УТГ (в задней кабине был лётчик-испытатель ЛИИ Александр Крутов). Первую в СССР посадку на корабль «по-самолётному» (горизонтально) совершил на Су-27К лётчик-испытатель ОКБ Сухого Виктор Пугачёв. В тот же день осуществлены первые взлёты с авианосца самолётов МиГ-29К (лётчик-испытатель ОКБ Микояна Токтар Аубакиров) и Су-25УТГ (лётчик-испытатель ОКБ Сухого Игорь Вотинцев), а на следующий день, 2 ноября 1989 года — Су-27К. После завершения цикла испытаний 23 ноября 1989 года вернулся на завод для достройки. В 1989—1990 годах много раз выходил в море для проведения заводских и государственных испытаний.
4 октября 1990 года корабль переименован в третий раз и стал называться «Адмирал Флота Советского Союза Кузнецов».

## Перевод на Северный флот
В декабре 1991 года в адрес командира корабля поступила правительственная телеграмма от Президента Украины Леонида Кравчука, в которой объяснялось, что крейсер является собственностью Украины и что до принятия правительственного решения он должен оставаться на севастопольском рейде. Несмотря на запрет Киева, корабль вышел в район Феодосийского полигона для отработки взлёта-посадки палубных самолётов. Тем временем из Северного флота в Крым срочно вылетел заместитель командующего Северным флотом вице-адмирал Юрий Устименко, который, прибыв на борт, отдал приказ срочно, без двух третей находившихся на берегу офицерско-мичманского состава и заводской сдаточной команды готовиться к переходу морем — чтобы не оставить корабль Украине, командование ВМФ приняло решение о его переходе на Север до завершения государственных испытаний — их второй этап начался лишь осенью 1992 года на Северном флоте, где не было ни полигона НИТКА, ни технической документации по первому этапу, не был подготовлен инженеров и летчиков-испытателей, и продолжался до середины осени 1994 года.
В 23:40, не подавая никаких сигналов, корабль под командованием капитана 1 ранга В. С. Ярыгина покинул Севастопольский рейд и взял курс на Босфор. В пролив «Кузнецов» шёл 30-узловым ходом, в месте сужения — 20-узловым. Пролив корабль прошёл 1 декабря 1991 года. Турецкие власти не препятствовали движению корабля.
20 декабря включен в состав Северного флота ВМФ Российской Федерации, военно-морской флаг СССР заменён флагом ВМФ России. 24 декабря 1991 года «Адмирал Кузнецов» прибыл в постоянное место базирования — Видяево Мурманской области.

## Служба

### Советский период
20 января 1991 года корабль был официально сдан и зачислен в состав Северного флота.
В ноябре 1991 года командир корабля Виктор Ярыгин получил телеграмму председателя Верховной рады Украины Леонида Кравчука, что крейсер является собственностью Украины и до принятия правительственного решения должен оставаться на севастопольском рейде. Однако с точки зрения Виктора Ярыгина, такого государства, как Украина, ещё не существовало, так как ещё не был проведён референдум о независимости Украины, поэтому командир корабля решил, что должен следовать указаниям командования Северного флота СССР, от которого на крейсер прибыл контр-адмирал Юрий Устименко. 30 ноября 1991 года ТАВКР взял курс на Босфор. При этом часть команды и лётного состава осталась на берегу. Официальной заявки Турции на разрешение для прохождения авианосца через Босфор не было подано, однако власти Турции не стали останавливать корабль. С 1 по 24 декабря 1991 года авианесущий крейсер совершил переход вокруг Европы к месту постоянного базирования в Видяево Мурманской области.
Лётный состав из 100-го полка корабельной авиации под командованием Тимура Апакидзе, оставшийся на берегу, отказался принимать присягу Украине и составил ядро 279-го полка корабельной авиации России. Лётный состав, принявший присягу Украине, был уволен в связи с расформированием 100-го полка из-за отсутствия у Украины авианесущих кораблей.

### 1990-е годы
С 1992 по 1994 год продолжались различные испытания корабля, его вооружения и авиагруппы. Корабль по три-четыре месяца в год проводил в море, участвовал в учениях. В 1993 году для его авиагруппы стали поступать первые серийные Су-33.
23 декабря 1995 года в составе корабельной многоцелевой группы (12 вымпелов, включая эскадренный миноносец «Бесстрашный», сторожевой корабль «Пылкий», суда обеспечения) под флагом первого заместителя Главнокомандующего ВМФ адмирала И. В. Касатонова авианесущий крейсер вышел на свою первую боевую службу в Средиземное море, имея на борту авиагруппу в составе 13 Су-33, двух Су-25УТГ и 11 вертолётов. За период похода (по 4 февраля 1996 года) корабль прошёл 6245 миль, с его палубы выполнено 220 полётов самолётов, выполнялись боевые стрельбы, совершены заходы в порты Тартус и Ла-Валетта.
С 1996 по 1998 год находился в ремонте, сильно затянувшемся из-за недостатка финансирования. В 1998 году принимал участие в крупных учениях Северного флота. В 1999 году дважды выходил в море на боевую подготовку. В 2000 году участвовал в крупных учениях, в ходе которых погиб атомный ракетный подводный крейсер К-141 «Курск», принимал участие в спасательной операции. В результате этой трагедии был отменён второй поход корабля на боевую службу в Средиземное море, который должен был состояться в конце 2000 года.

### 2000-е годы
С 2001 по 2004 год находился на плановом среднем ремонте. В 2004 году в составе группы из девяти кораблей Северного флота, включавшей тяжёлый атомный ракетный крейсер «Пётр Великий», ракетный крейсер «Маршал Устинов», эскадренный миноносец «Адмирал Ушаков» и суда обеспечения, участвовал в месячном походе в Северную Атлантику, в ходе которого проводились также и лётно-конструкторские испытания Су-27КУБ. В 2005—2007 годах нёс боевую службу, два-три раза в год выходил в море.
5 декабря 2007 года ТАВКР «Адмирал Флота Советского Союза Кузнецов» возглавил отряд боевых кораблей, отправившихся в поход в Атлантический океан и Средиземное море. Таким образом, ВМФ России возобновил своё присутствие в мировом океане. Поход продлился до 3 февраля 2008 года.
8 декабря 2008 года был завершён ремонт, проводившийся в течение семи месяцев в Центре судоремонта «Звёздочка». На корабле была обновлена главная энергетическая установка, выполнены работы по ремонту котельного оборудования, системы кондиционирования воздуха, механизмов для подъёма самолётов на лётную палубу. Заменены кабельные трассы, восстановлены отдельные блоки систем вооружения корабля.

### 2010-е годы
6 декабря 2011 года «Адмирал Кузнецов» отправился вместе с отрядом кораблей Северного флота в Средиземное море к берегам Сирии. Седьмой дальний поход корабля был завершён в мае 2014 года.
13 марта 2015 года корпорация МиГ сообщила, что в 2014 году поставила для ТАВКР «Адмирал Флота Советского Союза Кузнецов» 14 новых истребителей-бомбардировщиков МиГ-29К и ещё четыре экземпляра МиГ-29КУБ, оснащённые новой авионикой и новой РЛС АФАР «Жук-М»; до конца 2015 года должна была закончить выполнение государственного контракта и поставить ещё десять машин.
С 14 мая по 20 августа 2015 года корабль находился на ремонте в доке 82-го судоремонтного завода в Росляково. С января по 15 июня 2016 года находился на ремонте в 35-м судоремонтном заводе в Мурманске, где проходил восстановление технической готовности перед дальним морским походом.
В конце 2015 года на этом корабле проводились съёмки фантастического фильма «Притяжение», который вышел в прокат 26 января 2017 года.
В январе 2016 года был заново сформирован и начал боевую подготовку 100-й «крымский» полк корабельной авиации для лётного состава поступивших на вооружение новых 24 единиц МиГ-29К/КУБ. 279-й полк корабельной авиации продолжил использовать самолёты Су-33, для которых были заказаны новые двигатели и прицелы бомбометания.
С ноября 2016 года по 6 января 2017 года «Адмирал Кузнецов» выполнял боевые задачи в составе оперативного соединения дальней морской зоны ВМФ России у берегов Сирии. Во время этого похода корабль впервые принял участие в реальных боевых действиях. 14 ноября 2016 года потерпел крушение МиГ-29К во время захода на посадку, лётчик выжил. 5 декабря 2016 года потерпел крушение Су-33 во время захода на посадку. Вернулся в Североморск 9 февраля 2017 года. За этот дальний морской поход корабль прошёл 18 тысяч морских миль. На борту авианосца находилось более 40 самолётов и вертолётов. Впервые в истории России осуществлено боевое применение палубных самолётов Су-33. «За два месяца участия в боевых действиях лётчики морской авиации выполнили 420 боевых вылетов, из них 117 ночью. Практически все полёты проходили в сложных гидрометеорологических условиях. Нанесено поражение 1252 объектам террористов» — сообщил командующий российской группировкой войск в Сирии генерал-полковник Андрей Картаполов. Примерная стоимость действий крейсера в Сирии составила 7,5 миллиардов рублей.
23 февраля 2018 года за заслуги в укреплении обороноспособности страны, высокие показатели боевой подготовки, мужество и героизм, проявленные личным составом во время выполнения боевых задач Президентом России Владимиром Путиным крейсеру вручён Орден Ушакова.

### Модернизация (2017—2025)
В 2017 году крейсер «Адмирал Кузнецов» вернулся из похода в Сирию. С октября 2017 года на 82-м судоремонтном заводе проводилась дефектация и определены необходимые работы по восстановлению боеготовности. После ремонта и модернизации срок службы «Адмирала Кузнецова» продлят на 10 лет. Контракт на модернизацию на сумму 86 миллиардов рублей был заключён в апреле 2018 года с центром судоремонта «Звездочка».
По данным СМИ от 23 июня 2021 года стало известно, что на крейсере «Адмирал Кузнецов» после ремонта и модернизации будут полностью заменены авионика, лётная палуба с трамплином, энергетическое оборудование, силовая установка. Корабль получит новую систему управления взлётом и посадкой самолётов целиком отечественной разработки, аналогичную установленной на «Викрамадитья». Состав палубной авиации останется прежний, ударного вооружения — ракет «Гранит» на крейсере не будет, также его оснастят зенитным ракетно-пушечным комплексом «Панцирь-М». В начале 2023 года корабль выйдет на испытания, а в конце 2023 года войдёт в строй Северного флота ВМФ России. В боевой состав флота корабль планируется вернуть в первом квартале 2024 года.
В 2022 году Алексей Рахманов, занимавший пост гендиректора ОСК, рассказал, что ремонт и модернизация «Адмирала Кузнецова» идут по плану.
21 февраля 2023 года крейсер «Адмирал Кузнецов» вышел из сухого дока «35 судоремонтный завод» АО «Центр Судоремонта «Звездочка», где стоял с 20 мая 2022 года. «Докование корабля завершено. Сегодня в 17.00 корабль покинул док и сейчас встает у стенки 35-го завода. Здесь ремонтные и модернизационные работы продолжатся с тем, чтобы в 2024 году вернуться в строй», — сказал Рахманов.
По информации из открытых источников, в начале зимы 2024 года «Адмирал Кузнецов» посетил министр обороны России Белоусов Андрей Рэмович для проверки нынешнего состояния крейсера. Результаты оказались неудовлетворительными, корабль не готов даже самостоятельно покинуть док, о боевом выходе не идет и речи. Модернизацию продлили до конца 2025 года, после которой будут решать дальнейшую судьбу крейсера и всего его состава. Если модернизация затянется, большинство военнослужащих, скорее всего, будут направлены в состав других кораблей и сухопутных частей.
В июле 2025 года стало известно о приостановке работ по ремонту и модернизации авианосца.
25 июля 2025 года глава ВТБ и председатель совета директоров «Объединенной судостроительной корпорации» Андрей Костин заявил, что тяжелый авианесущий крейсер «Адмирал Кузнецов», в скором времени может быть продан или утилизирован.

#### Гибель плавучего дока ПД-50
Ремонт подводной части корпуса авианосца был начат в Мурманске, на плавучем доке ПД-50, принадлежавшем 82-му судоремонтному заводу. Однако 30 октября 2018 года плавучий док ПД-50 затонул. Погибли два человека. Находившийся в доке авианосец получил повреждения надводной части от падения докового крана, но остался на плаву и был отбуксирован к причалу 35-го судоремонтного завода. Поскольку других сухих доков, способных принять авианосец, не оказалось, было принято решение осуществить модернизацию существующих сухих доков 35-го судоремонтного завода для возможности ремонта авианосца. Планировалось, что «Адмирал Кузнецов» сможет встать на докование в 2021 году.

#### Пожар
12 декабря 2019 года на корабле произошёл пожар (см. ниже). Во время сварочных работ искра попала в трюм, где было разлито топливо. Огонь тушили почти сутки, погибли два человека, более десяти пострадали. В апреле 2020 года Объединенной судостроительной корпорации, которой принадлежит генподрядчик ремонта ЦС «Звёздочка», оценил ущерб от пожара в 500 миллионов рублей.
22 декабря 2022 года при выполнении ремонтных работ произошло локальное возгорание повышенного ранга сложности, пострадавших не было.
В сентябре 2024 года расследователь по открытым данным сообщил, что часть из 1500-ной команды корабля была отправлена на войну с Украиной. Моряков с авианосца сформировали в механизированный батальон «Фрегат» в составе 1-й танковой армии. Также около 130 военнослужащих были направлены в Североморск для охраны военных складов.

## Авиакрыло и его вооружение
ТАВКР «Адмирал Флота Советского Союза Кузнецов» рассчитан на базирование и обслуживание 28 самолётов и 24 вертолётов, а без учёта транспортировки в специальных зонах на палубе — 30—36 лётных аппаратов. Большая штатная загрузка вертолётами связана с направленностью корабля на противолодочные операции вертолётами Ка-27ПЛ. Текущая концепция формирования авиационной группы корабля предполагает сокращение количества базируемых Су-33 с заменой на лёгкие и более компактные по размерам истребители-бомбардировщики МиГ-29К, что позволяет увеличить число базируемых самолётов до 36 единиц(фактически до 23 единиц - все имеющиеся МиГ-29К). Количество базируемых вертолётов сокращено в пользу самолётов до 17 единиц.
Справочник Military Balance 2016 указывает на следующую доступную на 2016 год для авианосца палубную авиацию. Основу текущего авиакрыла составляют новые российские палубные истребители-бомбардировщики МиГ-29К и МиГ-29КУБ числом 23 единицы. По мнению Global Security и The National Interest, МиГ-29К отвечает некоторым современным требованиям к палубной авиации, так как оборудован авионикой, включая инфракрасный пеленгатор целей, наведение ближних ракет «воздух-воздух» по повороту головы лётчика и возможностью управлять наведением корректируемых вариантов бомб КАБ-500, так и УРВВ Р-77 и ПКР Х-35. Вместо МиГ-29 , на корабле могут размещаться 18 более тяжёлых палубных истребителей Су-33, с боевой загрузкой бомб и ракет до 6,5 тонны(3,2 тонны в противовоздушном варианте). Состав авиагруппы меняется в зависимости от задач. Например, формирование ударной группы из новых вертолётов Ка-52К позволяет выполнять поддержку десантных операций, дублируя часть функциональности таких УДК, как «Мистраль».

## Средства самообороны и поддержки живучести

### Зенитно-ракетные комплексы
«Адмирал Кузнецов» имеет собственное ближнее противоракетное оружие для отражения ракетно-бомбовых атак. Зенитное вооружение корабля состоит из четырёх шестиствольных пусковых установок ЗРК «Кинжал» (192 ракеты), восьми пусковых установок «Кортик» (256 ракет; заменяется на «Панцирь-М»), шести шестиствольных 30-мм скорострельных установок АК-630М (48 000 снарядов).

### Противоторпедные системы
«Адмирал Кузнецов» имеет также эшелонированную защиту от торпед из двух установок РБУ-12000 (60 ракет), включающую постановку ложных акустических целей, быстрое развёртывание противоторпедных минных полей и уничтожение торпед глубинными бомбами у самого корабля. Живучесть обеспечена множеством переборок, выдерживающих попадание ниже ватерлинии боеприпасов до 400 килограммов тротила. Таким образом, корабль может отражать массированные ракетно-бомбовые и торпедные атаки даже без помощи собственного ордера, который может сосредоточиться на уничтожении носителей ракет и торпед.

## Противокорабельные ракеты «Гранит»
«Адмирал Кузнецов» нёс 12 пусковых установок 4К80 для тяжёлых ракет «Гранит», способных поражать цели на 600 километров с забрасываемым весом 750 килограммов. Пусковые установки «Гранит» были смонтированы под трамплином полётной палубы, и при их пусках полёты прекращались, так как на полётной палубе открываются люки шахт. Первоначальные версии ракеты были созданы для уничтожения авианосных групп США.

## Оценка и перспективы проекта

### Достоинства и недостатки замены катапульт трамплином
Являясь первым в советской морской практике полноценным авианосцем (то есть способным принимать самолёты горизонтального взлёта и посадки с высокими боевыми качествами), «Адмирал Кузнецов», тем не менее, не смог в полной мере преодолеть недостатки первых советских тяжёлых авианесущих крейсеров типа «Киев». Ставка на замену полноценных паровых катапульт трамплином привела к затруднению взлётно-посадочных операций из-за наличия всего одного направления для старта, а также к уменьшению боевой нагрузки и боевого радиуса из-за высоких требований к тяговооружённости самолёта на старте. С другой стороны, применение трамплина позволило значительно сэкономить на массе, внутреннем объёме и энергетике, необходимых для размещения, обслуживания и питания системы паровых катапульт. Также отказ от сложной системы паровых катапульт повысил боевую устойчивость авиаполка в случае неполадок или боевых повреждений всей системы, и, как следствие, невозможности использования базирующихся на корабле самолётов.
Отсутствие катапульты потребовало Су-33 оборудовать специальными двигателями с более мощными форсажными камерами как АЛ-31Ф. С одной стороны, это привело к повышению стоимости самолётов, но, с другой стороны, даёт им преимущество в воздушном бою из-за наличия более мощного форсажного ускорения.

### Разведывательные самолёты или разведывательные контейнеры
Наиболее сильно сказалось отсутствие катапульт на наличии специализированных самолётов ДРЛОиУ, которые могли бы взлетать с трамплина, что обусловило в начале небольшую дальность радиолокационного обнаружения. В начале возможности ТАВКР по загоризонтному обнаружению ограничивались вертолётами ДРЛО, имевшими малый радиус действия. Как решение проблемы изначальная концепция Су-33 предполагала создание разведывательной версии самолёта на общей базе с традиционной авиацией. Однако более эффективной оказалась концепция по временному преобразованию истребителя в разведывательный самолёт. Для ведения разведывательных действий для семейства самолётов Сухого в 2015 году был принят на вооружение «универсальный контейнер разведки» (УКР). Поскольку грузоподъёмности истребителей-бомбардировщиков недостаточно для транспортировки типового набора оборудования самолёта ДРЛО, то разведывательное оборудование разделено на три контейнера для выполнения разведки с трёх самолётов: УКР-РТ — радиотехническая разведка, УКР-РЛ — дальний двухсторонний АФАР радар, УКР-ЭО — электронно-оптическая разведка. Благодаря мощным подвешенным УКРам самолёты Сухого могут эффективно обнаруживать цели без использования специализированных самолётов ДРЛОиУ. Однако, для координации действий они вынуждены полагаться на команды с борта авианосца, в то время как самолёт ДРЛОиУ может самостоятельно управлять авиацией, не выдавая авианосец интенсивными радиопереговорами.
Представители корпорации МиГ официально подтвердили, что Миг-29К способен как минимум быть носителем оптико-электронного разведывательного контейнера и контейнера с системой целеуказания. Существенно изменилась и концепция разведки. Если первоначально авианосец планировался как средство войны с НАТО, то реальное практическое применение всех современных авианосцев показало, что авианосцы являются средствами ведения локальных войн с большим акцентом на бомбардировки сухопутных сил противника. Это объясняет акцент корпорации МиГ на контейнеры разведки и целеуказания для уничтожения наземной техники. Отсутствие данных, что самолёты Миг могут нести контейнер для радиолокационной разведки, может быть связано с тем, что новая версия радара «Жук-М» по дальности в 300 километров сравнима с дальностью действия радаров ДРЛО, хотя и имеет меньший угол обзора, но функционально превосходит многие из них — благодаря возможности не только обнаружения целей, но целеуказания для дальних ракет как РВВ-АЕ (110 километров) и Х-35 (260 километров).

### Концепция авианесущего крейсера и право на проход в Чёрное море
Поскольку по статье 11 конвенции Монтрё проход авианосцев в Чёрное море не разрешён, так как статья 11 разрешает проход только «линейных кораблей», то существенным является юридическое определение авианосца. В приложении II к конвенции Монтрё даётся определение линейного корабля и его отличия от авианосца. 
Определение авианосца в конвенции Монтрё
(2) Авианосцы — это военные корабли, независимо от водоизмещения, построенные или переоборудованные главным образом для действий авиации. Если действия авиации не являются их главным назначением, эти корабли не должны классифицироваться как авианосцы, даже при наличии полётной палубы.
Оригинальный текст (англ.)B. CATEGORIES

(2) Aircraft-Carriers are surface vessels of war, whatever their displacement, designed or adapted primarily for the purpose of carrying and operating aircraft at sea. The fitting of a landing on or flying off deck on any vessel of war, provided such vessel has not been designed or adapted primarily for the purpose of carrying and operating aircraft at sea, shall not cause any vessel so fitted to be classified in the category of aircraft-carriers.
Преимущество необычной конструкции авианесущего крейсера, соединяющего в себе вооружение ракетного крейсера и авианосца, заключается в том, что «Адмирал Кузнецов» является фактически единственным авианосцем в мире, который может оперировать в Чёрном море. Пункт В.2 Приложения II Конвенции Монтрё из-за ПКРК «Гранит» не считает «Адмирал Кузнецов» авианосцем, и именно поэтому он, как «Линкор», может пройти через проливы Босфор и Дарданеллы.
Существенным фактором является также юридическая коллизия, возникшая по статье 19 Конвенции Монтрё, которая указывает, что, даже если авианосец будет использован для ведения войны с прибрежным черноморским государством, то Турция без объявления войны Российской Федерации не имеет право препятствовать вхождению авианосца в Чёрное море. Прописанное исключение для случая с закрытием проливов для «помощи, оказываемой государству, явившемуся жертвой нападения» требует решения Лиги наций, которой больше не существует.
Однако большого военного значения «Адмирал Флота Советского Союза Кузнецов» в Чёрном море не имеет (в связи с тем, что акватория моря перекрывается береговой авиацией), за исключением способности корабля вести десантные операции специально сформированной группой из ударных вертолётов Ка-52К. В десантной конфигурации авианосец может нести около 30 тяжёлых ударных и транспортных вертолётов, существенно превосходя даже крупные универсальные десантные корабли (УДК), такие как «Мистраль», и позволяет базировать на палубе крупные «сухопутные» вертолёты, как Ми-28 и Ка-50/52, которые УДК принять не в состоянии. В феврале 2016 года Правительство РФ заявило о создании в Крыму 97-го десантно-штурмового полка на базе 7-й гвардейской десантно-штурмовой дивизии с Северного Кавказа с вертолётами как основным средством десантирования. Пригодность «Адмирала Кузнецова» для выполнения функций универсального десантного корабля является дискуссионной, поскольку корабль не имеет помещений для длительного размещения десанта. Теоретически возможно размещение десанта на больших десантных кораблях и отведение авианосцу роли поддержки десанта ударными вертолётами. Возможность создания десантной группы с участием авианосца рассматривается командованием ВМФ РФ, что подтверждается тестированием ведения операций Ка-52К.
Ка-52К, внедряемый как вариант вооружения ТАВКР «Адмирал Флота Советского Союза Кузнецов», — это ударный вертолёт, обладающий мощной РЛС «Жук-А» с дальностью обнаружения целей до 200—300 километров и использующий дальние ракеты для уничтожения бронетехники от ПТРК Гермес на 30 километров (потенциал ракет 100 километров). Этот ударный вертолёт может уничтожать бронетехнику противника, не входя не только в зону действия ПЗРК, но многих систем ближнего ПВО. Поэтому эксперты оценивают появление тяжёлого вертолётоносца России с такими вертолётами в Чёрном море как фактор изменения баланса вооружений в регионе.

### Достоинства и недостатки тяжёлых ракет «Гранит»
Наличие совершенных для своего времени ПКРК «Гранит» с технологиями прорыва ПРО/ПВО призвано было создать кораблю преимущества в дуэли с другими авианосцами и их ордерами, так как ПКРК «Гранит» был рассчитан на то, чтобы, не поднимая своё авиакрыло, «Адмирал Кузнецов» мог ракетным залпом атаковать вражескую авианосную группу. Для удара на большую дальность комплекс нуждается в точном целеуказании, осуществляемом авиационным комплексом «Успех» с самолётов Ту-95РЦ, вертолётов Ка-25 или других комплексов получения ориентировочных координат целей.
Довольно популярна легенда, что ПКРК «Гранит» не может функционировать без целеуказания МКРЦ «Легенда», которая выведена из эксплуатации. На текущий момент данная система заменена в части средств радиотехнической разведки на спутники Лотос-С.
Основное техническое ограничение состоит в следующем. Даже первоначальные версии ПКРК «Гранит» могут использоваться без управления в полёте и при атаке цели, за счёт просто введения координат цели, полученных каким-либо способом при пуске и не обязательно через Лотос-С, это может быть и А-50, оптические спутники разведки «Персона» и т. п. В заданные координаты ракета следует по инерциальной системе навигации и на финишном участке самостоятельно находит цели по своей РЛС. Однако если ракета запускается с большой дистанции, а цель быстро двигается с маневрированием, то в момент прибытия в район атаки цели она может удалиться на существенное расстояние и дальности РЛС в ГСН «Гранитов» может оказаться недостаточно для захвата цели, особенно в условиях использования целью средств РЭБ. Поэтому желательно дополнительное целеуказание по радио для повышения вероятности уничтожения целей.
В 2001 году «НПО Машиностроения» по постановлению Правительства России начало работы по модернизации бортового оборудования ракет комплекса «Гранит» по переводу навигационной и вычислительной электроники на одну элементную базу с экспортным вариантом ПКРК «Яхонт» с его системами навигации и его РЛС, поэтому ТТХ системы наведения модернизированных «Гранитов» аналогичны данному ПКРК и обсуждение особенностей работы демонтированной советской электроники имеет интерес только с исторической точки зрения. 16 октября 2016 года был испытан ранее не анонсированный вариант модернизации «Гранитов» для атаки береговых целей, многие эксперты, как Константин Сивков считают, что это наиболее вероятное использование «Гранитов», заканчивающих свой срок службы. «Граниты» могут быть очень эффективны в поражении площадных целей при условии подавления или отсутствия у противника локального ПРО, так как имеют рекордную массу и дальность для забрасываемых ракетами боеприпасов — 750 килограммов на 700 километров.
В апреле 2016 National Interest и другие источники сообщили об планах ВМФ РФ заменить «Гранит» на универсальные пусковые установки на базе ЗС-14 для более компактных крылатых ракет семейств «Калибр» и «Оникс», а также новой ракеты «Циркон», которая имеет гиперзвуковую скорость для прорыва современных систем ПРО. Судя по космическим снимкам стоящего на ремонте ТАРКР «Адмирал Нахимов», там уже ведётся демонтаж пусковых установок «Гранит» и монтаж ЗС-14. ТАВКР «Адмирал Флота Советского Союза Кузнецов», в свою очередь, должен встать на комплексный ремонт и модернизацию с 2017 года, в ходе которой ожидается смена «Гранитов» на современное ракетное вооружение.

### Достоинства и недостатки мазутной силовой установки
В связи с грядущим капитальным ремонтом «Адмирала Кузнецова» у бывшего командующего Северным флотом адмирала Вячеслава Попова взяли интервью, спросив, не требуется ли также ремонт силовой установки корабля — из-за наблюдаемого многими журналистами дыма из трубы. На это адмирал ответил, что «только дилетанты не знают, что двигательная установка, работающая на таком дешёвом топливе как мазут, всегда отличается повышенным дымообразованием», а сравнение авианосца с крейсером «Пётр Великий» некорректно, так как отсутствие у него дыма связано с наличием ядерного реактора. По мнению адмирала, текущие ремонты были выполнены качественно и новый ремонт двигательной установки не требуется. Высокое дымообразование мазутных силовых установок характерно и для военных судов США в серии USS Freedom. Как заявил представитель командования 3-го флота США — это является нормальным и связано с тем, что двигательная установка при длительной стоянке корабля без движения работает в режиме, способствующему откладыванию нагара, который воспламеняется и прогорает, когда корабль начинает движение, после прогорания нагара интенсивное дымообразование прекращается. Российские моряки в целом соглашаются с мнением американских коллег, что большое дымообразование российского корабля и американских кораблей типа USS Freedom связано с прогоранием остатков топлива.
Достоинством мазутной силовой установки является очень дешёвое топливо и дешевизна текущих ремонтов. В то же время, наличие атомной силовой установки в будущем может привести даже к отказу от корабля — из-за непомерной стоимости обслуживания. Кроме этого, следует учитывать, что мазут является компонентом «трёхкамерной системы противоторпедной защиты» корабля, где топливо хранится в прослойке в «двойном корпусе». При взрыве торпеды часть энергии взрыва расходуется на деформацию заполненных топливом отсеков, которые также улавливают все возникающие при взрыве осколки. Эффективность этой конструкции позволяет авианосцу выдерживать попадание ниже ватерлинии боеприпасов до 400 килограммов тротила. Вместе с тем в советское время был разработан проект замены четырёх котельных установок на два компактных ядерных реактора КН-3 форсированного типа, что позволило бы кораблю иметь неограниченную дальность хода, a оставшиеся 4 котельные установки могли обеспечить аварийных ход корабля в 12 узлов. При последнем среднем ремонте корабля этот проект не был реализован.

### Общие политические и тактические оценки значения корабля
Эксперты военно-воздушных сил, оценивая проект корабля, отмечают, что самое его главное значение для ВМФ РФ — поддержание опыта использования авианосцев и наличие лётчиков, умеющих обращаться с оборудованием на авианосцах. Это позволяет как эффективно модернизировать крейсер, так и использовать опытный персонал при создании новых российских авианосцев. В этом плане эксперты BBC полагают, что при применении ТАВКР «Адмирал Флота Советского Союза Кузнецов» в реальной ударной операции в Сирии ВС РФ получат опыт, который имеют немногие страны в мире.
Израильский военный обозреватель Аншель Пфеффер отмечал в 2016 году, что в блоке НАТО только США имеют превосходство над Россией в авианосцах, остальные страны имеют более маленькие или ещё более старые авианосцы. В том числе существенно меньше по авиакрылу атомный авианосец «Шарль де Голль», выполняющий патрулирование от НАТО в Средиземном море, в которое авианосцы США традиционно не заходят. Кон Кафлин писал, что «у русских хотя бы авианосец есть», напоминая, что в Великобритании все авианосцы типа «Инвинсибл» давно отправлены на металлолом, а постройка новых и ввод их в эксплуатацию задерживается. Тем не менее, вышеизложенные утверждения частично не соответствуют действительности, поскольку в той же Великобритании в настоящее время введены в эксплуатацию два новейших авианосца HMS Queen Elizabeth и HMS Prince of Wales (CVF), на которых могут размещаться ударные группы американских истребителей пятого поколения F-35 а так же различные военные самолёты и вертолёты, в том числе Апач и Чинук. Франция так же располагает атомным авианосцем Шарль де Голль, который значительно новее Адмирала Кузнецова, но может нести всего 40 машин. Кон Кафлин полагал, что «Адмирал Кузнецов» следует рассматривать как инструмент военных акций против Грузии, Украины, про-западных повстанцев в Сирии или даже прибалтийских государств.

### Критика проекта
По мнению западных экспертов, крейсер никогда не выполнял возложенные на него функции, не был надёжным, имеет проблемы с корпусом, силовой установкой, аэрофинишером, а модернизация его неэффективна.
В 2016 году в статье The Wall Street Journal об участии «Адмирала Кузнецова» в военной операции России в Сирии утверждалось, что крейсеру не хватает высококвалифицированных пилотов, а у имеющихся нет достаточного опыта боевых действий. Также издание отметило, что сам крейсер не имеет системы катапульты, что, по словам представителя НАТО, вынуждает снижать полезную нагрузку самолётов авиакрыла, в частности топлива.
В 2018 году в рейтинге The National Interest «Адмирал Кузнецов» возглавил пятёрку худших авианосцев в истории с указаниями на устаревшее оборудование, низкое качество строительства, неисправные паровые турбины, «дрянные» котлы, плохое обслуживание и необходимость капитального ремонта корабля. В рейтинге худших авианосцев издания Business Insider 2018 года корабль занял второе место. Основными недостатками судна были указаны слабый двигатель и ненадёжность.
После того, как в 2018 году в результате аварии затонул плавучий док ПД-50, использовавшийся для ремонта «Адмирала Кузнецова», сомнения в целесообразности модернизации авианосца высказывались также и в Министерстве обороны РФ и военными экспертами.

## Технические характеристики

### Общие характеристики
Длина — 305,0 метра.
Длина по ватерлинии — 270 метров.
Ширина наибольшая — 72 метра.
Ширина по ватерлинии — 35,0 метра.
Осадка — 10,0 метра.
Стандартное водоизмещение — 43 тысячи тонн.
Полное водоизмещение — 85 тысяч тонн.
Максимальное водоизмещение — 84,97тысяч тонн.

### Энергетическая установка
Паровые турбины — 4 × 85 тысяч лошадиных сил.
Количество котлов — 8.
Количество винтов — 4.
Мощность турбогенераторов — 9 × 1500 киловатт.
Максимальная скорость — 36 узлов.
Дальность хода на максимальной скорости — 4250миль при скорости 36 узлов.
Экономичная скорость — 18 узлов.
Максимальная дальность хода — 8600 миль при скорости 18 узлов.
Автономность — 65 суток.

### Вооружение
На 2014 год в составе авиакрыла находятся 28 самолётов и 17 вертолётов:
14 палубных истребителей Су-33 (и ещё 11 Су-33 находятся на хранении),
14 палубных истребителей МиГ-29К,
2 палубных учебно-боевых истребителя МиГ-29КУБ,
2 учебно-тренировочных самолёта Су-25УТГ,
15 многоцелевых корабельных вертолётов Ка-27/Ka-27ПС,
2 вертолёта радиолокационного дозора Ка-31.
Также тяжёлый авианесущий крейсер вооружён:
24× ПКРК 4К80 «Гранит»,
48× ПУ ЗРК «Кинжал» (192 ракеты),
8 × ЗРАК 3М87 «Кортик» (256 ракет),
4 × РБУ-12000 «Удав» (60 глубинных бомб),
6 × АК-630.

### Экипаж
Экипаж — 2560 человек.
Авиаперсонал — 720 человек.
Командный состав — 75человек.

## Боевое применение
12 ноября 2016 года авианосная группа «Адмирала Кузнецова» приступила к манёврам в восточной части Средиземного моря у берегов Сирии.
15 ноября с борта авианесущего крейсера самолёты Су-33 впервые в истории ВМФ России совершили боевые вылеты, нанося удары по позициям террористов Исламского государства и Джебхат Фатх аш-Шам в сирийских провинциях Идлиб и Хомс.
За два месяца в конце 2016 года при участии в боевых действиях в Сирии было потеряно при посадке на палубу два самолёта МиГ-29К и Су-33.
Корабль вернулся к месту постоянного базирования в феврале 2017 года.

## Командиры
- капитан 1-го ранга Ярыгин Виктор Степанович (1987—1992),
- контр-адмирал[116] Санько Иван Фёдорович (1992—1995),
- контр-адмирал[116] Челпанов Александр Владимирович (1995—2000),
- капитан 1-го ранга Турилин Александр Васильевич (2000—2003),
- капитан 1-го ранга Шевченко Александр Петрович (2003—2008),
- капитан 1-го ранга Родионов Вячеслав Николаевич (2008—2011),
- капитан 1-го ранга Артамонов Сергей Григорьевич (2011—2019)[117],
- капитан 1-го ранга Адамов Ярослав Станиславович (с 2019)[6].

## Происшествия
- 18 октября 2004 года произошла авария Су-25УТГ: самолёт совершил жёсткую посадку, вследствие чего у него сломалась правая стойка шасси. Больших разрушений на корабле удалось избежать благодаря тому, что Су-25УТГ зацепился посадочным гаком за трос аэрофинишёра. Среди предполагаемых причин аварии — ошибка экипажа и усталостное напряжение металла[118]. Самолёт был доставлен на 121-й АРЗ (Кубинка), но признан неремонтопригодным, после чего был списан.
- 5 сентября 2005 года в Северной Атлантике на корабле произошли две аварийные посадки истребителей Су-33. Один из истребителей упал в океан и затонул на глубине 1100 метров (управлявший самолётом подполковник Юрий Корнеев катапультировался), второй удержался на палубе. Причиной обеих аварий был обрыв троса аэрофинишёра[119]. Затонувший самолёт планировалось уничтожить глубинными бомбами в связи с наличием секретной аппаратуры (например, системы опознавания «свой-чужой»)[120], однако выяснилось, что это сделать невозможно[121]. Командование ВМФ выразило надежду, что самолёт разрушится сам[122].
- 6 января 2009 года во время стоянки на рейде в рамках проведения военных учений в турецкой военно-морской базе Акзас на борту корабля в одном из носовых помещений произошёл пожар. Ликвидировать пожар удалось силами экипажа. В результате отравления угарным газом погиб матрос срочной службы Дмитрий Сычёв[123]. По заявлению специалистов, корабль не получил серьёзных повреждений и 11 января принял участие в совместных учениях с Грецией.
- 14 ноября 2016 года в Средиземном море во время захода на посадку на борт корабля после выполнения тренировочного полёта к берегам Сирии потерпел крушение истребитель МиГ-29К[124]. Пилот успел катапультироваться, был обнаружен спасательной службой в нескольких километрах от корабля и доставлен на борт[125].
- 4 декабря 2016 года при посадке на корабль, из-за обрыва троса аэрофинишёра, был потерян Су-33. Пилот успел катапультироваться и был доставлен на борт[126].
- 30 октября 2018 года. В ночь с 29 на 30 октября из-за внезапного отключения электроэнергии с берега началось неконтролируемое погружение одной из башен плавучего дока ПД-50 на 82-м судоремонтном заводе в Росляково, приведшее к существенному крену. ПД-50 начал погружаться. Из-за того, что «Роснефть», купившая до этого 82-й судоремонтный завод у Объединенной судостроительной корпорации (ОСК), моторную команду дока сократила, а для дизель-генераторов горючее не закупала, ПД-50 не смог перейти на собственное электропитание, чтобы откачать воду из цистерн[127], и стал тонуть вместе с авианесущим крейсером «Адмирал Кузнецов». При этом 70-тонный башенный кран упал на палубу авианесущего ракетного крейсера[128]. Упавший кран плавучего дока повредил часть палубы авианосца: размеры пробоины в палубе в кормовой части авианесущего крейсера «Адмирал Кузнецов» по поверхности — около 20 м², но кран также повредил несколько отсеков под палубой[129]. Один человек пропал без вести. Следственное управление на транспорте Следственного комитета России возбудило уголовное дело по статье 216 УК РФ[130] («Нарушение правил безопасности при ведении иных работ, повлёкшее по неосторожности смерть человека»)[131]. Представитель Центра судоремонта «Звёздочка» Евгений Гладышев сообщил, что лежащий на повреждённой палубе «Адмирала Кузнецова» кран[132] не будут поднимать, пока идут следственные действия[133]. В ночь на 18 ноября 2018 года один из четырёх пострадавших рабочих умер в городской больнице Мурманска[134].
- 12 декабря 2019 года на крейсере, стоявшем для ремонта у причала 35-го судоремонтного завода (филиал центра судоремонта «Звёздочка») в Ленинском округе Мурманска, возник пожар на площади 600 м². Два человека погибли[135][136], ещё 12 пострадали, в том числе 7 — госпитализировано, у двоих — ожоги верхних дыхательных путей[135][136]. На ликвидацию возгорания ушли почти сутки: с 11 утра 12 декабря до 8 утра 13 декабря[136]. Причиной пожара послужила искра, которая во время сварки упала в трюм, где находились остатки мазута[136][137]. Оценка ущерба займёт несколько месяцев[138], а ремонтные работы были продлены до 2024 года, директор предприятия был арестован.

## Фотогалерея
- ТАВКР «Адмирал Флота Советского Союза Кузнецов» во время перехода к месту постоянного базирования — на Северный флот, декабрь 1991
- ТАВКР «Адмирал Флота Советского Союза Кузнецов» и американский эсминец УРО «Deyo», 1991
- На «бочке» в Североморске
- В порту Мурманска
- ТАВКР «Адмирал Флота Советского Союза Кузнецов» с кормы
- Истребитель Су-33 на палубе корабля
- ТАВКР «Адмирал Флота Советского Союза Кузнецов» январь 1996
- На обслуживании в плавучем доке ПД-50 в Рослякове Мурманской обл. Фото 2006 года

- Символика
- На почтовом блоке «300 лет Российскому флоту»
- На почтовом блоке «300 лет военно-морскому образованию в России»
- Монета ЦБ РФ